# Partit de l'Entesa Cívica
El Partit de l'Entesa Cívica (en eslovac Strana občianskeho porozumenia, SOP) va ser un partit polític de centreesquerra d'Eslovàquia, actiu durant només cinc anys. En aquests, va formar part de la coalició de govern de Mikuláš Dzurinda, amb Rudolf Schuster, fundador del partit, sent electe President al 1999. El SOP va anar perdent suport durant el mandat i a les eleccions de 2002 va perdre tota la representació al Consell Nacional. Un any més tard, el partit es dissoldria recomanant als seus membres entrar a Direcció-SD.

## Història
El SOP es va fundar l'abril de 1998 per l'alcalde de Košice, Rudolf Schuster i d'altres membres prominents de la política d'Eslovàquia, com l'ex-Ministre Pavol Hamžík. El partit pretenia reorganitzar els votants d'esquerres i els desencantats amb l'HZDS, impulsant una política de conciliació entre els blocs polítics representats pel llavors Primer Ministre Vladimír Mečiar i l'oposició. Per a les eleccions legislatives del mateix any, les enquestes els atorgaven la tercera posició amb una forquilla d'entre el 14 i el 18% dels vots, amb una gran popularitat per a Rudolf Schuster, però els resultats no van ser tan positius; amb només un 8% i 13 escons, van quedar en darrera posició.
Després de les eleccions, van formar una coalició de govern juntament amb la Coalició Democràtica Eslovaca, el Partit de l'Esquerra Democràtica i el Partit de la Coalició Hongaresa, obtenint i un viceprimer ministre i dos Ministeris, Integració Europea i Privatització. A canvi de no assumir un tercer ministeri, van arribar a l'acord que tots els partits del govern donarien suport a Rudolf Schuster per convertir-se en el proper president, aconseguint-ho al 1999.
Desgastats per la major presència dels altres partits del govern i la formació de Direcció-SD i l'Aliança del Nou Ciutadà, el partit aniria obtenint menys suport a les enquestes fins al punt d'arribar a l'1% al 2002. Finalment, a les eleccions del mateix any van anar a llistes del Partit de l'Esquerra Democràtica, amb poques opcions de sortida. Tanmateix, van obtenir uns resultats molt pobres, perdent tota representació al Consell. Un any més tard, el partit es dissoldria donant suport a entrar a Direcció-SD.

## Resultats electorals
| Any  | Vots         | %            | Escons   | +/- | Govern            |
| ---- | ------------ | ------------ | -------- | --- | ----------------- |
| 1998 | 269,343      | 8.02         | 13 / 150 | Nou | Coalició          |
| 2002 | Dins del SDL | Dins del SDL | 0 / 150  | 13  | Extraparlamentari |